# Kiyosu
Kiyosu (jap. 清須市 Kiyosu-shi) – miasto w Japonii, w prefekturze Aichi, na wyspie Honsiu.

## Położenie
Miasto leży w zachodniej części prefektury i sąsiaduje z:
- Ama
- Nagoja
- Inazawa
- Kitanagoya

## Historia
Miasto Kiyosu powstało 7 lipca 2005 roku w wyniku połączenia miejscowości Kiyosu (jap. 清洲町), Shinkawa i Nishibiwajima (z powiatu Nishikasugai).
1 października 2009 roku miasto powiększyło się o teren sąsiadującego miasteczka Haruhi (z powiatu Nishikasugai).

## Populacja
Zmiany w populacji Kiyosu w latach 1970–2015:
| Rok  | Populacja |
| ---- | --------- |
| 1970 | 59 752    |
| 1975 | 61 165    |
| 1980 | 61 138    |
| 1985 | 60 986    |
| 1990 | 61 578    |
| 1995 | 62 738    |
| 2000 | 63 009    |
| 2005 | 63 358    |
| 2010 | 65 864    |
| 2015 | 67 327    |

## Miasta partnerskie
- Hiszpania: Jerez de la Frontera